# MEVGAL

Грецький йогурт та дзадзикі виробництва салонікської компанії Mevgal

MEVGAL (грец. ΜΕΒΓΑΛ) — бренд грецької компанії виробника молочних продуктів, найбільшого в Північній Греції і третього за величиною виробника свіжих молочних продуктів в країні. Назва Mevgal — абревіатура від Македонське молочне підприємство. Штаб-квартира розташована у Куфалії, префектура Салоніки.

## Загальна характеристика
MEVGAL заснована 1950 року у Македонії, де щороку виробляється 67 % свіжого коров'ячого молока в Греції. Штат робітників становить близько 1200 осіб. Підприємство отримує свою сировину від 1600 окремих ферм Македонії. Здебільшого продукція поставляється на грецький ринок, водночас певна її частина експортується у 23 країни по всьому світу.
MEVGAL виробляє молочні продукти, зокрема фільтрований йогурт, низку грецьких сирів (грав'єра, фета, касері, кефалограв'єра, кефалотирі та інші) і десертів на молочній основі — загалом бллизько 170 окремих продуктів. 2003 року компанія розширила асортимент, розпочавши виробництво фруктових соків і фруктових напоїв.